# Saligney
Saligney település Franciaországban, Jura megyében. Lakosainak száma 189 fő (2022. január 1.). Saligney Gendrey, Ougney, Sermange, Serre-les-Moulières és Thervay községekkel határos.

## Népesség
A település népessége az elmúlt években az alábbi módon változott:
| Lakosok száma | 108  | 138  | 162  | 165  | 180  | 184  | 185  | 194  | 192  | 189  |
|               | 1968 | 1982 | 1990 | 2006 | 2013 | 2015 | 2017 | 2019 | 2020 | 2022 |